# DeAndre Yedlin
DeAndre Yedlin (født 9. juli 1993 i Seattle, Washington, USA) er en amerikansk fodboldspiller (forsvarer). Han spiller for MLS-klubben FC Cincinnati.

## Karriere
Yedlin startede sin seniorkarriere hos Seattle Sounders i Major League Soccer, og spillede sin debutkamp i ligaen 2. marts samme år i et opgør mod Montreal Impact. I august 2014 blev han solgt til Premier League-klubben Tottenham, der dog udlejede ham til Sounders straks efter handlen.
Yedlin står (pr. april 2018) noteret for 50 kampe for USA's landshold, som han debuterede for 1. februar 2014 i en venskabskamp mod Sydkorea. Han var en del af den amerikanske trup til VM i 2014 i Brasilien.